# Холл, Дэвид
Дэвид Конноли Холл (англ. David Connolly Hall; 1 мая 1875, Шербрук, Канада — 27 мая 1972, Сиэтл, США) — американский легкоатлет, бронзовый призёр летних Олимпийских игр 1900.
На Играх Холл соревновался в беге на 800 и 1500 м. В первой дисциплине, он сначала выиграл полуфинал установив новый Олимпийский рекорд с результатом 1:59,0. В финале он уже занял только третье место, выиграв бронзовую медаль.
В беге на 1500 м, который был проведён 15 июля, он занял четвёртое место.